# Pierre Houin
Pierre Houin (Toul, 15 de abril de 1994) é um remador francês, campeão olímpico.

## Carreira
Houin competiu nos Jogos Olímpicos de 2016, no Rio de Janeiro, na prova do skiff duplo leve, onde conquistou a medalha de ouro com Jérémie Azou.